# Кондакар
Кондакари — староукраїнські рукописи кондаків (див. Кондак та ікос) 11–14 ст. Усі розспівні тексти в них помічені особливими нотними знаками — кондакарним знам'ям, деякі елементи якого досить подібні до знаків грецьких нотописів (невм), однак не тотожні їм. У 14 ст. кондакарне знам'я вийшло з ужитку й було забуте. На сьогодні воно ще не розшифроване. Найстарший кондакар — «Благовіщенський» — датується 11–12 ст. і є найстарішою староукраїнською нотною книгою.